# Aleksander Cybulski
Aleksander Cybulski (ur. 30 lipca 1962 w Gdyni) – polski piłkarz, obrońca.
Był wychowankiem Bałtyku Gdynia, w którym jako jedyny zawodnik grał na czterech szczeblach rozgrywek (od I do IV ligi) i w każdej z nich strzelił minimum jedną bramkę. W czasie swojej kariery rozegrał w ekstraklasie 131 spotkań (34 w Bałtyku i 97 w Lechii), strzelając w nich 8 bramek (odpowiednio Bałtyk 2, Lechia 6). W 1983 roku zdobył z Lechią Gdańsk Superpuchar Polski i uczestniczył w spotkaniach z Juventusem w ramach I rundy Pucharu Zdobywców Pucharów (zagrał 70 minut w Turynie). W 1990 roku wyjechał za granicę, gdzie grał w lidze szwedzkiej i belgijskiej. Po powrocie do Polski grał w niższych ligach w pomorskich klubach.
W 2009 roku przeniósł się do KS Chwaszczyno, gdzie pełnił rolę trenera, a do 2010 równocześnie zawodnika tego klubu. W 2015 został trenerem Cartusii Kartuzy.

## Sukcesy

### Lechia Gdańsk
Superpuchar Polski: 1983